# 야마노우치 다이지
야마노우치 다이지(일본어: 山内 泰二, 1933년-)는 일본의 물리학자이다.

## 개요
어렸을 때는 도모에 학원에 다녔다. 도쿄 교육 대학교 이학부 물리과의 제1회 졸업생이었으며 노벨 물리학상 수상자인 도모나가 신이치로에게 가르침을 받았고 같은 대학원의 석사 과정을 마쳤다. 풀브라이트 교환 학생으로 미국에 갔으며 5년후에 로체스터 대학교에서 박사 학위를 취득했다.
고에너지 물리학의 연구자로 일리노이주의 페르미 국립 가속기 연구소(FNAL)의 부소장, 물리부장을 역임했다. 1980년부터 2002년까지 각 연구실의 조정을 실시하는 PPO (Program Planning Office)의 책임자를 맡았다. (CDF 실험담당이었던 1986년에는 아니었음)。
1977년에 5번째 바닥 쿼크인 입실론 중간자를 발견해서 이것으로 인해 1983년에 인과기념상(仁科記念賞)을 수상했다.
도모에 학원에서는 구로야나기 데쓰코와 동급생이었으며 타이라고 불렸다. 구로야나기 테츠코가 쓴 도모에학원 이야기인 창가의 토토에서는 많은 에피소드가 등장하는데, 어려서부터 물리공부를 좋아해서 항상 공부하고 연구하는 어린이였다고 했다.